# De Slokop
De Slokop is een rietgedekte houten buitenkruier op gemetselde voet aan de Lagedijk in Spaarndam-Oost. De molen dateert uit 1877.
Hij bemaalde samen met de Liedemolen de Vereenigde Binnenpolder. Toen de laatste in 1927 een roede brak werd deze in 1928 vervangen door een vijzelgemaal, en werd de Slokop een hulpgemaal. In 1950 werd de molen stilgezet, en een jaar later verhuurd als woning. Bij een uitwendige restauratie in 1964 werd bijna al het binnenwerk verwijderd, zodat de molen totaal niet meer maalvaardig is. De buitenwaterloop was al in 1953, na de watersnoodsramp in Zeeland dichtgegooid. Tot 2003 draaide de Slokop regelmatig, daarna waren de roeden te slecht. Bij de restauratie van 2007/08 is de molen voorzien van nieuwe roeden.
Sinds 1973 is de molen eigendom van Vereniging De Hollandsche Molen. Hij is bewoond en niet te bezoeken.